# مقاطعة روكينغهام (نيو هامبشاير)
مقاطعة روكينغهام هي مقاطعة في نيوهامشير، بلغ عدد سكانها 295٬223  نسمة، في 2010، عاصمتها إيكستر، تبلغ مساحتها 2٬056 كيلومتر مربع.

## الموقع
تشترك في الحدود مع:
- مقاطعة سترافورد (نيو هامبشاير)
- مقاطعة إسكس.

## التقسيمات الإدارية
- Atkinson, New Hampshire [الإنجليزية]‏
- Auburn, New Hampshire [الإنجليزية]‏
- Brentwood, New Hampshire [الإنجليزية]‏
- كانديا
- تشيستر
- دانفيل
- ديرفيلد
- ديري
- إيست كينغستون
- إبينغ
- إيكستر
- فريمونت
- غرينلاند
- هامبستيد
- هامبتون
- هامبتون فالس
- كينسينغتون
- كينغستون
- لندندري
- نيو كاستل
- نيوفيلدز
- نيوينغون
- نيوماركت
- نيوتون
- نورث هامبتون
- نورثوود
- نوتينغهام
- Plaistow, New Hampshire [الإنجليزية]‏
- بورتسموث
- Raymond, New Hampshire [الإنجليزية]‏
- Rye, New Hampshire [الإنجليزية]‏
- سالم [الإنجليزية]‏
- Sandown, New Hampshire [الإنجليزية]‏
- Seabrook, New Hampshire [الإنجليزية]‏
- South Hampton, New Hampshire [الإنجليزية]‏
- Stratham, New Hampshire [الإنجليزية]‏
- ويندهام (نيو هامبشير).

## أعلام
- سارة باغلي
- داستن فارنوم